# ارکیده ریشوی مسی
ارکیده ریشوی مسی (نام علمی: Calochilus campestris) نام یک گونه از سرده ارکیده‌های ریشو است.